# Chagas Freitas
Antônio de Pádua Chagas Freitas (Rio de Janeiro, 4 de março de 1914 — Rio de Janeiro, 30 de setembro de 1991) foi um jornalista e político brasileiro; governador da Guanabara (1971 a 1975) e do Rio de Janeiro (1979 a 1983).
Seu nome deu origem ao termo chaguismo, que designou sua forma particular de utilizar a máquina pública estatal para vencer as eleições e que dominou a política carioca e fluminense de 1970 a 1982.

## Representante do ademarismo
Diplomado em direito em 1935 pela Faculdade Nacional de Direito da Universidade Federal do Rio de Janeiro, Chagas Freitas começou atuando no jornalismo e ingressou na política em 1945, com o fim do Estado Novo). Nesse ano ingressou na UDN, seguindo o exemplo de Ademar de Barros, de quem era amigo e aliado político.
Quando Ademar de Barros rompeu com a UDN, Chagas Freitas acompanhou-o na fundação do efêmero Partido Republicano Progressista, que em 1946 deu origem ao Partido Social Progressista (PSP). Juntos, procuraram consolidar o domínio do PSP fora de São Paulo, base política do ademarismo e assim em 1950, Chagas Freitas tornou-se diretor do vespertino A Notícia, criado por Ademar no Rio de Janeiro para expandir o partido no Distrito Federal. Em seguida, criaram também o matutino O Dia (1951), que se tornaria um dos principais jornais da capital.
Nessa época, Chagas Freitas também começou a se projetar individualmente. Após uma tentativa frustrada de eleger-se para a Câmara dos Deputados em 1950, conseguiu ser eleito em 1954. O trabalho de Chagas no Rio de Janeiro permitiu a Ademar de Barros ser o candidato mais votado no Distrito Federal nas eleições de 1955, à frente de Juscelino Kubitschek.
A partir de 1958, quando foi reeleito deputado federal, Chagas Freitas começou a se afastar de Ademar, que naquele ano perdera a eleição em São Paulo para o janista Carvalho Pinto. Com o rompimento da sociedade, Chagas Freitas assumiu o controle dos jornais e filiou-se ao PSD, pelo qual obteve um terceiro mandato na Câmara, em 1962.

## A formação da máquina chaguista

Chagas Freitas (1971).

Em 1964, Chagas Freitas apoiou ativamente o movimento militar que deu o golpe de estado que depôs o presidente eleito João Goulart. No entanto, vendo que a ARENA, partido criado para apoiar e dar ilusão de legalidade para os militares, estava sob controle dos lacerdistas, preferiu filiar-se ao MDB, aproveitando a forte inclinação oposicionista do eleitorado da Guanabara.
Como antiga capital federal o Rio de Janeiro ainda sediava diversos órgãos e autarquias e Chagas Freitas, vislumbrando esse fato, aproximou-se dos interesses do funcionalismo público e foi o mentor de uma política clientelista que buscava não hostilizar o governo da ditadura militar. A tranquila eleição de 1966 representou não só a conquista do quarto mandato de Chagas, mas a consolidação do seu domínio dentro do MDB guanabarino (com o predomínio de seus aliados políticos no partido).
Em 1970, com apoio da maioria na Assembleia Legislativa, foi eleito governador da Guanabara por via indireta (o único eleito pela oposição durante todo o regime militar). No entanto, a cúpula nacional do MDB criticou a sua posição dúbia em relação ao governo militar do qual era, na prática, aliado regional.
Chagas Freitas também foi acusado por seus adversários de utilizar a administração pública para distribuir cargos aos seus cabos eleitorais (a chamada "política da bica d'água"). Isso não o impediu de apoiar interesses financeiros e imobiliários na administração do estado, o que lhe permitiu construir grandes obras.
Mas a fusão dos estados da Guanabara e do Rio de Janeiro, em 1975, acabou sendo prejudicial aos interesses da corrente "chaguista". O governo do estado foi entregue ao almirante Floriano Peixoto Faria Lima, frustrando a tentativa de eleger o vice-governador Erasmo Martins Pedro.
Além disso, Chagas Freitas teria que dividir o controle do MDB estadual com Amaral Peixoto, que era o líder fluminense do partido. Isolado, Chagas Freitas deixou o partido, mas voltaria em 1977.

## O declínio político

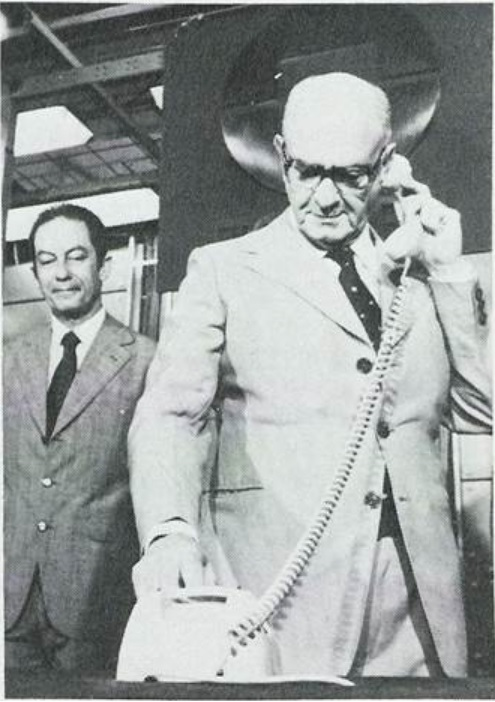
O governador Chagas Freitas com o prefeito do Rio (Júlio Coutinho) inaugurando central telefônica da Telerj, 1980.

No pleito indireto de 1978, foi escolhido governador pelo MDB como candidato único ao cargo, devido à renúncia do general Syzeno Sarmento às vésperas da formação do colégio eleitoral. Considerando a abrangência do bipartidarismo, foi o único político eleito para tal cargo pela oposição, em duas oportunidades como governador da Guanabara e do Rio de Janeiro.
Em 1979, Chagas Freitas tomou posse como governador do Rio de Janeiro, após ser novamente eleito pela maioria do MDB na Assembleia Legislativa, porém o diretório nacional do MDB, liderado por Ulysses Guimarães não tolerava as suas boas relações com os militares e no mesmo ano, com o fim do bipartidarismo, vetou seu ingresso no PMDB. A Chagas Freitas e seus aliados restou a alternativa de juntar-se ao Partido Popular (PP), criado por Tancredo Neves, que representava uma oposição moderada ao regime militar.
O PP não conseguiu se firmar nacionalmente e acabou sendo incorporado ao PMDB no final de 1981. O retorno de Chagas Freitas acabou dividindo o partido e provocando a saída de lideranças como o senador Saturnino Braga (para o PDT) e o prefeito de Niterói Wellington Moreira Franco, (que foi para o PDS) seguindo seu sogro, Amaral Peixoto.
Dessa forma, o PMDB passou a apostar todas as suas forças no deputado federal Miro Teixeira, tido como o herdeiro do chaguismo. No entanto, este foi derrotado por Leonel Brizola (PDT), o que apressou a rápida dissolução de seu bloco de apoio. O próprio Miro Teixeira mais tarde entraria para o PDT e ajudaria Brizola a consolidar o poder do partido no estado.
Em 1983, após deixar o governo fluminense e já doente, Chagas Freitas vendeu o jornal "O Dia" ao jornalista Ary de Carvalho. Após um longo histórico de depressão e tentativas de suicídio, faleceu por problemas na aorta abdominal.